# Microstylum fulviventre
Microstylum fulviventre là một loài ruồi trong họ Asilidae. Microstylum fulviventre được Wulp miêu tả năm 1898. Loài này phân bố ở miền Ấn Độ - Mã Lai.